# Арсено, Хейли
Хе́йли А́рсено (Арсенокс, англ. Hayley Arceneaux; род. 4 декабря 1991, Батон-Руж) — американский медик и космонавт. Член гражданского экипажа миссии Inspiration4. Самая молодая американка в космосе.

## Биография
Родилась 4 декабря 1991 в городе Батон-Руж в штате Луизиана в семье каджунов.
В десятилетнем возрасте Хейли Арсено поставили диагноз «остеосаркома левой ноги», после чего она прошла 12 циклов химиотерапии и несколько операций по удалению коленной и части бедренной кости в Детской исследовательской больнице Святого Иуды в Мемфисе в штате Теннесси.
Окончила женскую католическую Академию святого Иосифа в Батон-Руже в штате Луизиана, где получила степень бакалавра по испанскому языку в 2014 году. Затем окончила LSU Health Sciences Center Shreveport в Шривпорте в штате Луизиана, где получила степень помощника (ассистента) врача (physician assistant, PA) в 2016 году. Работает в Детской исследовательской больнице святого Иуды, в которой прошла лечение.
Вошла как космонавт-любитель в экипаж космической миссии Inspiration4 космического корабля Crew Dragon американской компании SpaceX, которая продлилась три дня и достигла высоты 585 километров. Миссия была направлена на сбор средств для Детской исследовательской больницы святого Иуды, в которой Хейли Арсено прошла лечение. Хейли Арсено назначена врачом миссии. Во время полета должна была отвечать за медицинские исследования: брать образцы крови и проводить другие эксперименты. Корабль Crew Dragon запущен 16 сентября 2021 года. Хейли Арсено стала самой молодой американкой в космосе и самым молодым человеком (по дате рождения) из слетавших в космос.